# أكبر أباد (نائين)
أكبر أباد هي قرية في مقاطعة نائين، إيران. عدد سكان هذه القرية هو 27 في سنة 2006.